# Meristema
Meristema (do grego merismos, divisão) são tecidos vegetais encontrados em todas as plantas, em zonas onde o crescimento pode ocorrer. É constituído de células indiferenciadas que possuem grande capacidade de multiplicação e especialização, sendo chamadas de células meristemáticas.

## Descrição
Muitas células vegetais diferenciadas, em geral, não se podem dividir ou produzir células de um tipo diferente. Por isso, é necessária a divisão celular no meristema a fim de fornecer novas células para expansão e diferenciação de tecidos e iniciação de novos órgãos, proporcionando a estrutura básica do corpo da planta.
Nesse sentido, a atividade meristemática esta relacionada com o crescimento, a morfogênese (adquire forma específica) e a diferenciação que acontece a partir da plântula e garante o desenvolvimento da planta adulta. Assim a divisão celular no meristema fornece novas células para expansão e diferenciação de tecidos e iniciação de novos órgãos, proporcionando a estrutura básica do corpo da planta.
Células meristemáticas são análogas em função de células-tronco em animais: são indiferenciadas e capazes de divisão celular contínua. Nesse sentido, células meristemáticas são pequenas, mas seu protoplasma preenche todo o espaço celular, possui o núcleo volumoso, os vacúolos são extremamente pequenos, parede celular fina, apenas primária, e plastídios não diferenciados (proplastídios).

## Meristema primário
O tecido meristemático primário é responsável pela formação do corpo primário da planta, tem como função o crescimento longitudinal. Ele é o primeiro meristema a aparecer nas extremidades, chama se meristema apical formado por células iguais e com múltiplos vacúolos e parede celular fina. Assim esses dois pólos opostos (pólo radicular e outro caulinar), fenômeno também denominado de polaridade, que é detectada a partir do início do desenvolvimento do embrião.
O meristema apical do caule e da raiz é composto de células iniciais, e derivativas imediatas que formaram o promeristema. As células iniciais são fonte continua de novas células, permanecem na zona meristemática e mantêm se totipotentes. Já as derivativas, dividem se antes de diferenciarem, porém se diferenciam de acordo com a posição que estão, em células dos diferentes tecidos do corpo.
Nesse sentido, a diferenciação de uma célula vegetal é determinada por sua posição final no interior do corpo, assim não depende da linhagem como as células animais. A região com certo grau de diferenciação apresentará três regiões ou meristemas primários:
- Protoderme: dará origem para a epiderme e seus anexos. (sistema dérmico ou de revestimento);
- Meristema Fundamental: diferenciará nos tecidos fundamentais ou sistema fundamental (colênquima, esclerênquima e parênquima);
- Procâmbio: Tecidos vasculares ou sistema vascular (xilema e floema primários).

O meristema apical da raiz e do caule se organizam de forma diferente, na raiz o procâmbio estabelece como um canal central, envolvido pelo meristema fundamental e mais periférico a protoderme. Já o meristema apical do caule o procâmbio esta organizado em feixes, e o meristema fundamental está localizado tanto na região central como entre o procâmbio e a protoderme.
Dessa forma, a atividade dos meristemas apicais será responsável pela formação do corpo primário da planta. O meristema apical da raiz é subterminal, pois a coifa, que realiza sua proteção esta abaixo da região do promeristema.
Já o meristema apical do caule, possui um desenvolvimento mais complexo que o da raiz. Além de produzir as células citadas acima, atua formando os primórdios foliares e gemas axilares, que pode dar origem a folhas, flores, ramos, se desenvolvendo diferente em cada espécie vegetal e de acordo com suas necessidades.
Para descrever o ápice meristemático caulinar das angiospermas, Schmidt, propôs em 1924, o conceito de túnica-corpo:
- Túnica: meristema apical, abrange uma ou mais camadas periféricas de células que se dividem em planos perpendiculares (divisões anticlinais);[2]
- Corpo: agrupamento localizado abaixo da túnica, no qual as células dividem-se em vários planos (divisões periclinais).

O conceito clássico dos histógenos, de Hanstein (1868) apresenta a organização do ápice da raiz, e mostra que a epiderme, córtex e cilindro vascular tem seus meristemas precursores, sendo:
- Dermatogênio: também chamado de protoderme, é o meristema que formará a epiderme e anexos (uniestratificado);
- Periblema: meristema formador do córtex (pluriestratificado);
- Pleroma: meristema formador do centro do eixo, cilindro central ou estelo (pluriestratificado);
- Caliptrogênio: responsável pela formação da coifa ou caliptra na raiz.

## Meristema secundário
Meristemas secundários são os tecidos da planta que promovem seu crescimento lateral, isto é, são responsáveis pelo crescimento em largura ou espessura dos vegetais, sendo responsáveis pela formação da periderme e dos tecidos vasculares secundários (xilema e floema).  Estão presentes em Gimnospermas e Angiospermas dicotiledônias (que possuem dois cotilédones). Esses tecidos são originados a partir do processo de desdiferenciação celular (mudança na expressão gênica) dos tecidos adultos primários (principalmente parênquimas da região do floema), que voltam a ter alta capacidade de divisão celular e, portanto, transformam-se nos meristemas secundários.
Existem dois meristemas secundários: o câmbio vascular e o felogênio, conhecido também como câmbio da casca. As células destes meristemas se dividem e com isso adicionam camadas e mais camadas às raízes e caules, aumentando o diâmetro do vegetal em duas regiões específicas: a região dos tecidos condutores e a região da casca.
Na região da casca, o felogênio produz um tecido chamado súber, em direção a periferia (lado externo). E células de um parênquima chamado feloderme, em direção ao interno. Esses três tecidos mais externos do caule e raiz (súber, felogênio e feloderme), juntos, chamam-se periderme, que substitui a epiderme na planta adulta. A periderme pode surgir na epiderme, no córtex, no floema ou no periciclo.
Na região dos tecidos condutores a divisão constante de células do câmbio vascular produz e aumenta a quantidade de xilema secundário para o lado interno, mais próximo do centro do cilindro vegetal e de floema secundário para o lado externo. Onde ambos, xilema e floema, sintetizados, possuem diferenciação em sistemas axial e radial.